# Lucette Loirat
Lucette Loirat est une peintre française de décoration sur faïence, Meilleur Ouvrier de France qui a exercé pendant plus de 40 ans à la faïencerie de Pornic (44). Elle est l’origine de nombre des décors de la faïencerie de Pornic et a contribué toute sa vie à développer l’art de la peinture sur faïence en France.

## Vie personnelle
Lucette Crochet est née le 15 janvier 1930 à Bourgneuf en Retz (44) d’un père gendarme et d’une mère femme au foyer. Elle grandira dans différentes gendarmeries et reviendra à Pornic pendant l’occupation. Lucette va perdre sa mère en 1945 de la tuberculose, son frère aîné et elle vont rapidement devoir trouver leur autonomie financière. C’est ainsi qu’elle intégrera Manufacture Bretonne de Faïence Artistique (MBFA) en 1948, âgée seulement de 18 ans.
En 1951, elle épousera Edouard Loirat, couvreur zingueur de profession. Ils auront une fille en 1965, Typhaine Loirat.
Le couple va s’engager fortement dans les activités de la ville de Pornic, notamment à travers le Carnaval de Pornic. Par ailleurs, Edouard sera pompier volontaire la grande majorité de sa vie, il décèdera en 1999.
Lucette est décédée en 2005.

## Formation
En 1948, Lucette Loirat intègre la Manufacture Bretonne de Faïence Artistique (MBFA) en qualité de peintre sur faïence. Elle trouvera en Paul Urfer un mentor qui va lui transmettre son savoir faire dès son arrivée. Elle développera son propre style empreint de décors floraux et colorés. A travers son métier, elle rencontrera de nombreux autres artistes comme Henry Simon, Bernard Roy, Emile Folliette, Jean Bruneau, Jeanou Pithois, Bernard Serraz ou encore Raymond Cordier créateur du mythique bol breton de la faïencerie de Pornic,.
En 1968, elle devient chef d’atelier et gère de nombreuses peintres. Elle formera des centaines de décoratrices tout en acquérant un rôle managérial et commercial au sein de la faïencerie. En effet, elle va promouvoir les travaux de la faïencerie à travers des salons professionnels et divers autres évènements. Elle améliora les conditions de travail des « filles » en développant des postes de travail plus ergonomiques et des pinceaux plus adaptés aux créations.
Après plus de vingt ans de pratique, Lucette se lance dans un nouveau défi : le concours de Meilleur Ouvrier de France. Elle veut savoir son niveau au-delà du périmètre de Pornic.
Lucette va donc se préparer au concours dans son atelier à domicile. Une première sélection a lieu au niveau régional où le candidat présente ses pièces, une imposée et une libre. Si le jury régional accorde le passage en jury national les pièces sont à nouveau présentées pour remise ou non du titre de meilleur ouvrier de France. Lucette a présenté en pièce imposée une coupe d’un buste de femme basée sur une œuvre présentée au Louvre (la coupe du concours figure aujourd’hui au musée des MOF de Bourges suite à un don de Typhaine Samson, fille de Lucette Loirat). La seconde œuvre, libre quant à elle, est composée de deux vases identiques présentant des paysages et des volutes. Son idée derrière cette double œuvre, est de pouvoir regarder les deux faces des vases en même temps grâce à leurs décors identiques.
Elle réussira avec brio et obtiendra le titre de Meilleur Ouvrier de France en 1979 dans la catégorie décoration sur faïence. Son titre lui sera remis par le président de la République Valéry Giscard d’Estaing à la Sorbonne, une réception suivra à L’Hôtel de Ville de Paris en Présence de Jacques Chirac, maire de Paris. Jusqu’à aujourd’hui, elle sera la seule détentrice d’un titre de MOF au sein de la MBFA devenu la faïencerie de Pornic.
Elle continue à enseigner et démontrer son art même après sa retraite en 1990. Son atelier à domicile restera actif jusqu’à sa mort et elle ne cessera d’être engagé auprès des MOF.
Lucette Loirat est considérée comme une figure majeure de la décoration sur faïence en France. Elle a marqué durablement l’identité artistique de la Faïencerie de Pornic.
1. ↑  « Faïencerie de Pornic » [archive du 8 octobre 2024], sur www.faiencerie-pornic.fr (consulté le 16 août 2025)
2. ↑  Pornic Histoire n°19, Pornic, 2024 (ISBN 977-1-955-64519-6[à vérifier : ISBN invalide])
3. ↑  "Si Pornic m'était conté", Marc Guitteny, 2006, 320 p. (ISBN 2-908752-71-9), p. 183